# San Juan Bautista Cuicatlán
San Juan Bautista Cuicatlán är en ort i Mexiko.   Den ligger i kommunen San Juan Bautista Cuicatlán och delstaten Oaxaca, i den sydöstra delen av landet, 290 km sydost om huvudstaden Mexico City. Cuicatlan ligger 668 meter över havet och antalet invånare är 3 877.
Terrängen runt Cuicatlan är varierad. Runt Cuicatlan är det glesbefolkat, med 17 invånare per kvadratkilometer. Cuicatlan är det största samhället i trakten. Omgivningarna runt Cuicatlan är en mosaik av jordbruksmark och naturlig växtlighet.